# Росс, Изобель
Изобе́ль Росс (англ. Isobel Ross) — шотландская кёрлингистка.
Играла на позиции первого.
В составе женской сборной Шотландии выиграла первый чемпионат Европы в 1975.

## Достижения
- Чемпионат Европы по кёрлингу: золото (1975).
- Чемпионат Шотландии по кёрлингу среди ветеранов: золото (1995)[2].

## Команды
| Сезон   | Четвёртый    | Третий          | Второй      | Первый       | Турниры  |
| ------- | ------------ | --------------- | ----------- | ------------ | -------- |
| 1975—76 | Бетти Лоу    | Джесси Уайтфорд | Бет Линдсей | Изобель Росс | ЧЕ 1975  |
| 1995    | Изобель Росс | Margaret Ross   | Ella Walker | Sandra South | ЧШВ 1995 |

(скипы выделены полужирным шрифтом)